# MÁV 11 sorozat
A MÁV 11-es sorozat a MÁV egyik 1A tengelyelrendezésű szertartályosgőzmozdony-sorozata volt.

## Történet
A századforduló után a MÁV több gőzmotorkocsival is rendelkezett, azok üzeme kedvező eredményeket produkált. Azonban a motorkocsik meghibásodása, forgalomból kiesése esetén pillanatnyi pótlásuk már gondot okozott. A gyenge felépítményű vonalakon a viszonylag magas sebességgel közlekedő vonatokat csak az akkor nagy számban közlekedő XII. osztályú (377 sorozat) mozdonyokkal tudták helyettesíteni, amelyek viszont nem bírtak megfelelni az itt elvárt követelményeknek. Ezen helyzeten kívántak segíteni az új mozdonyok beszerzésével, amelyek fő profilja elsősorban a kieső gőzmotorkocsik pótlása lett volna. A funkcióból kifolyólag a típus megnevezése is „motorpótló” lett.
Első lépésként 23 db mozdonyt rendelt a MÁV, melyeket 1910-ben kezdtek el szállítani az akkor érvényes számozási rendszerben MIa osztálymegjelöléssel és 10021 pályaszámmal kezdődőleg. A következő évben bevezetett új mozdonyszámozási rendszerben az eredeti pályaszámok helyett az új 11 sorozatot és a 001-023 pályaszámokat osztották ki a mozdonyoknak. A típussal szerzett kedvező eredmények után a MÁV még egy újabb 8 darabos megrendelést adott le (11,024-031), melyek szállítására 1913-ban került sor.
A mozdonyok a Monarchiában ekkor kötelező módon hadijelet is kaptak, mely a típus esetén  {\displaystyle {\tfrac {\overline {\left|\mathrm {I\ 100} \right|}}{\mathrm {D} _{2}}}}  volt.
A következő évben elkezdődött a mozdonyok számának csökkenése. Először két gép került a Szamosvölgyi Vasúthoz, majd ezt követték az első világháborús események. Az ország feldarabolása miatt a CFR-hez négy, az SHS-hez egy mozdony került, a MÁV állagában 24 db maradt.
A CFR-hez került mozdonyok, melyek megtartották eredeti sorozat-és pályaszámukat, Dés fűtőházhoz kerültek és ide állomásították a Szamosvölgyi Vasút 1923-as román államosításakor a CFR állományába került három ilyen típusú mozdonyt is. Délkeleti szomszédunknál a 11 sorozatú mozdonyokat 1935-ig kiselejtezték.
A következő években a gőzmotorkocsik háttérbe szorulásával módosult eredeti beosztásuk, így egyre több mellékvonalon jelentek meg. Elsősorban Miskolc, Debrecen, Nyíregyháza, Mezőtúr környékén szolgáltak, de később átkerültek a Duna másik oldalára is, így Dombóvár, Siklós és Kaposvár vonzáskörzetében is felbukkantak. Az 1928-ban megjelenő új 22-es (később 275 sorozatú) mozdonyok folyamatos és nagyszámú beszerzésével a 11-esek jelentősége egyre jobban csökkent. 1939-ben elkezdődött a sorozat selejtezése, majd 1941-től a megmaradtak értékesítése. A második világháborús események tovább csökkentették a mozdonyok számát, így 1945 végére már csak hét darab 11-es sorozatú gőzmozdony maradt a MÁV állagában. A háborús károk felmérése után 1947-ben elkezdődött a robbantott, illetve roncs járművek selejtezése, így a sorozat darabszáma további hárommal csökkent. A megmaradt mozdonyokat végül Rákos fűtőháznál vonták össze.
1957 augusztusában a MÁV módosította eddigi mozdonyszámozási rendszerét, amelynek következtében az eddigi 11 sorozat új 175 sorozatra változott az eredeti pályaszám megtartása mellett. A még meglévő, ekkor már csak négy 11,002; 11,009; 11,012; és 11,014 számú mozdonyok számozása 175,002; 175,009; 175,012 és 175,014-re módosult. Az időközben a Hámán Kató fűtőházhoz átkerült mozdonyokra a MÁV már nem nagyon alapozott, ezért azokat kazánvizsgájuk lejárta után 1959-1963-ban selejtezte, utolsóként a 175,009 pályaszámút 1963. augusztus 14-én.

## Műszaki leírás
A megépített jármű egy 1A tengelyelrendezésű, azaz egy futó-, és egy hajtott tengellyel rendelkező normálnyomközű szertartályos mozdony volt. A beépített Brotan-rendszerű kazán 0,78 m² rostélyfelülettel és 30,85 m² összes fűtőfelülettel 16 atm. maximális gőznyomást tudott előállítani. A nedves gőz minőségének javítására a kazán elején gőzszárítót helyeztek el. Az így előállított gőz az ú.n. kompaund gépezetet táplálta, melynek vezérlését Heusinger-vezérművel oldották meg. Az egyik gőzhenger belső átmérője 220, a másiké 330 mm volt. A gépezet a mozdony hátsó kerekeit hajtotta, amelyek külső átmérője újszerű állapotban 1040 mm, míg az első futókerekek külső átmérője 875 mm volt. Mivel a mozdonyokat elsősorban a gőzmotorkocsik pótlására tervezték, ezért azokat ellátták olyan különleges berendezésekkel, mint Westinghouse légnyomásos fék, gőzfűtési berendezés és Haushälter-féle sebességmérő óra. Szolgálatkész állapotban 2 m³ vizet és 0,73 tonna szenet vihetett magával, így kiszerelve a legnagyobb tengelynyomása 9,62 tonnát mutatott. A mozdony tapadósúlyból számított vonóereje 14 927 N volt.
A mozdonyok korszerűsítése már az 1910-es években elkezdődött. Első lépésként mint azt az utolsó szériában szállított gépeken már gyárilag megtörtént, elkezdték több mozdonyra a víztisztító felszerelését. Ezt követte az 1920-as évek végén az gépezet és a kazán átalakítása. Az eddigi nedves gőzű kompaund gépezet helyett túlhevítőt és ikergépezetet szereltek a mozdonyokra. Az átalakítás jelentősen javította a mozdony teljesítményét és fogyasztását.